# Destroyer (Album)
Destroyer ist das vierte Studioalbum der US-amerikanischen Hard-Rock-Band Kiss. Es wurde am 15. März 1976 von Casablanca Records veröffentlicht, erreichte Platz 11 der Billboard 200 und es wurde in den USA noch 1976 Platin für eine Million verkaufte Einheiten vergeben. Das Musikmagazin Rolling Stone führt es auf Platz 489 seiner Liste der 500 besten Alben aller Zeiten.

## Entstehung

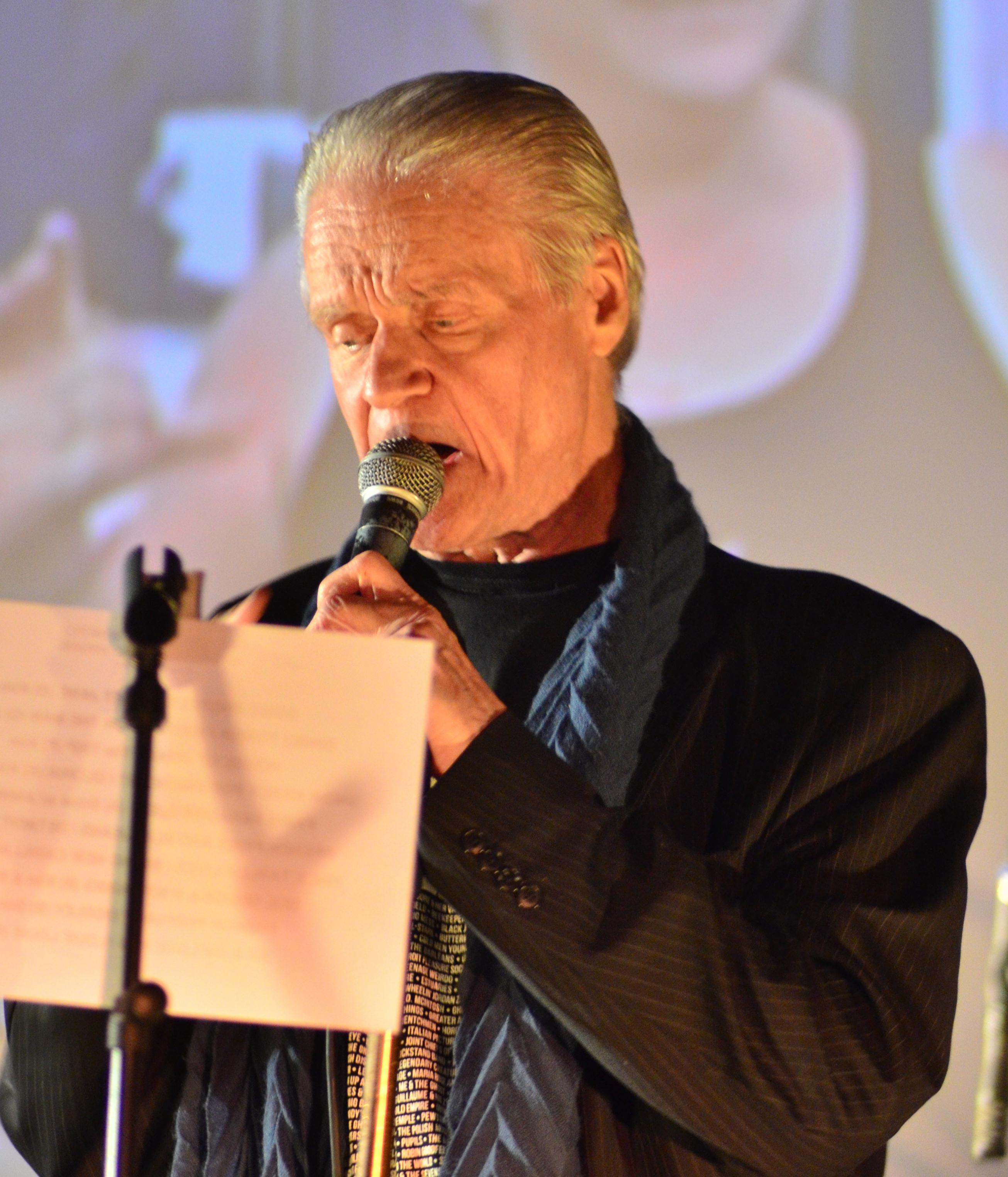
Kim Fowley schrieb zwei Songs des Albums mit (Foto: 2012)

Die Popularität der Band war sehr groß, sie spielte ausverkaufte Stadion-Konzerte. Die zuvor veröffentlichten Alben spiegelten diesen Erfolg nicht wider, da sie sich nur im unteren Bereich der Charts platzierten. Nachdem Kiss den Plattenvertrag mit Casablanca Records für zwei Alben erneuert hatte, war es das Ziel, das erste kommerziell erfolgreiche Studioalbum zu veröffentlichen. Damit dies gelang, nahm die Band beim Songwriting erstmals die Hilfe Dritter in Anspruch.
So komponierte Produzent Bob Ezrin das Gitarrensolo zu Detroit Rock City, das der Band wegen des orientalischen Einschlags zunächst nicht zusagte. Ezrin konnte die Band zudem davon überzeugen, dass God of Thunder besser zur Stimme von Gene Simmons als zu der von Paul Stanley passte. Ebenfalls am Songwriting beteiligt waren Songwriter Kim Fowley und Gitarrist Mark Anthony, die bereits für Alice Cooper gearbeitet hatten; sie schrieben mit Ezrin und Paul Stanley King of the Night Time World, Fowley wirkte außerdem an Do You Love Me mit. Das Stück Beth entstand aus dem Lied Beck, das Schlagzeuger Peter Criss ursprünglich gemeinsam mit Stan Penridge geschrieben hatte. Beide waren zwischen 1970 und 1972 Mitglieder der Band Lips gewesen, für die Beck geschrieben worden war.
Die Arbeiten zum Album begannen im August 1975 in den Electric Lady Studios in New York City und wurden im Januar 1976 in den Record Plant Studios beendet.
2012 veröffentlichte Universal unter dem Titel Destroyer [Resurrected] einen von Produzent Bob Ezrin auf Basis der Original-Tonbänder erstellten Remix des Albums. Diese Fassung des Albums wurde auf CD und Schallplatte mit dem ursprünglichen Cover von Ken Kelly veröffentlicht, das 1976 von Casablanca Records abgelehnt worden war, da die darauf abgebildeten Kostüme zum Zeitpunkt der Veröffentlichung nicht mehr aktuell waren. Beide Versionen des Covers stammen vom selben Künstler und zeigen die Mitglieder der Gruppe vor dem Hintergrund einer zerstörten Stadt.

## Titelliste
| Nr.          | Titel                        | Autor(en)                                | Länge |
| ------------ | ---------------------------- | ---------------------------------------- | ----- |
| 1.           | Detroit Rock City            | Paul Stanley, Bob Ezrin                  | 5:17  |
| 2.           | King of the Night Time World | Stanley, Ezrin, Kim Fowley, Mark Anthony | 3:19  |
| 3.           | God of Thunder               | Stanley                                  | 4:13  |
| 4.           | Great Expectations           | Gene Simmons, Ezrin                      | 4:24  |
| 5.           | Flaming Youth                | Ace Frehley, Stanley, Simmons, Ezrin     | 2:59  |
| 6.           | Sweet Pain                   | Simmons                                  | 3:20  |
| 7.           | Shout It Out Loud            | Stanley, Simmons, Ezrin                  | 4:34  |
| 8.           | Beth                         | Peter Criss, Ezrin, Stan Penridge        | 2:45  |
| 9.           | Do You Love Me?              | Stanley, Ezrin, Fowley                   | 3:40  |
| Gesamtlänge: | Gesamtlänge:                 | Gesamtlänge:                             | 34:03 |

Das Album endet mit einem nicht genannten Stück, das später als Rock and Roll Party bekannt wurde.

## Rezensionen
In einer zeitgenössischen Kritik des Musikmagazins Rolling Stone schrieb der Autor zwar, dass es sich dank Produzent Bob Ezrin um das beste Album der Band handele, vermisst aber den Funken kreativer Verrücktheit, der die Musik interessant mache. Das Album sei glanzlos, der Gesang gewöhnlich und gefühlsleer. 2003 bezeichnete das Magazin Destroyer als überzogenes Party-Rock-Album, das mit zunehmendem Alter immer besser werde. Greg Prato von Allmusic hält das Album für eines der experimentellsten und stärksten der Band, und Jan Jaedike vom Musikmagazin Rock Hard nennt es „eine der wichtigsten Platten der gesamten Hardrock-History“. Bruno McDonald schrieb, zu den Früchten von Ezrins Arbeit mit Kiss gehörten „zeitlose Hymnen, besonders Detroit Rock City und God of Thunder“, aber „auch Merkwürdigkeiten wie Beth und Great Expectations.“ Destroyer gehört zu den 1001 Albums You Must Hear Before You Die.
Die Zeitschrift Guitar World Magazine wählte das Lied Detroit Rock City 2011 zu einem der 100 Größten Gitarren-Rock-Songs aller Zeiten.

## Kommerzieller Erfolg

### Chartplatzierungen
Bereits kurze Zeit nach der Veröffentlichung in den USA erreichte es im April 1976 Gold-Status, blieb allerdings zunächst mit rund 850.000 verkauften Einheiten hinter den Verkaufszahlen des Vorgängers Alive! zurück. Auch die Single-Auskopplungen Shout it Out Loud, Flaming Youth und Detroit Rock City erfüllten die kommerziellen Erwartungen nicht. Nachdem Radio-DJs die Ballade Beth, die B-Seite von Detroit Rock City, verstärkt spielten, gelangte das Lied in die Top Ten der Billboard Hot 100. Mit diesem Erfolg stieg auch das Album wieder in den Albumcharts und erreichte seine Höchstplatzierung auf Platz 11. Das Album stieg am 29. Mai 1976 in die britischen Albumcharts ein, verblieb dort fünf Wochen und erreichte Platz 22. In den deutschen Albumcharts erreichte Destroyer zunächst Platz 36, konnte aber nach einer Wiederveröffentlichung 2021 mit Platz 16 einen neuen Spitzenwert erreichen. Im Zuge der Neuauflage erreiche das Album auch erstmals die Schweizer Charts und belegte dort eine Woche Platz 55. In den schwedischen Charts kam das Album bis auf Platz 2, außerdem schaffte es das Album in die norwegischen (Platz 25) und neuseeländischen Charts (Platz 16).
| ChartsChartplatzierungen       | Höchstplatzierung | Wochen |
| ------------------------------ | ----------------- | ------ |
| Deutschland (GfK)              | 16 (3 Wo.)        | 3      |
| Schweiz (IFPI)                 | 55 (1 Wo.)        | 1      |
| Vereinigte Staaten (Billboard) | 11 (84 Wo.)       | 84     |
| Vereinigtes Königreich (OCC)   | 22 (5 Wo.)        | 5      |

### Auszeichnungen für Musikverkäufe
Destroyer ist mit rund 3,5 Mio. verkauften Exemplaren das kommerziell erfolgreichste Album von Kiss. Im November 1976 wurde Destroyer in den USA mit Platin ausgezeichnet, 2011 folgte die Aufstufung auf Doppelplatin.
| Land/Region               | Auszeichnungen für Musikverkäufe (Land/Region, Auszeichnung, Verkäufe) | Verkäufe  |
| ------------------------- | ---------------------------------------------------------------------- | --------- |
| Brasilien (PMB)           | Gold                                                                   | 100.000   |
| Vereinigte Staaten (RIAA) | 2× Platin                                                              | 2.000.000 |
| Insgesamt                 | 1× Gold · 2× Platin ·                                                  | 2.100.000 |